# 北海道芦別高等学校
北海道芦別高等学校（ほっかいどうあしべつこうとうがっこう、英: Hokkaido Ashibetsu High School）は、北海道芦別市に所在する道立高等学校。

## 概要
北海道芦別高等女学校が前身。昭和50年代までは空知地区を代表する公立進学校であった。しかし炭鉱閉山による人口減少やそれに伴う高校の統廃合が行われ、現在設置されているのは普通科3クラスのみ。卒業生の進路も多岐に渡っている。地元では、「芦高（あしこう）」と呼ばれている。

## 沿革
- 1941年 3月18日 - 北海道芦別実科高等女学校の設置が認可される。
- 1943年 4月1日 - 北海道芦別高等女学校が設置される。
- 1948年 4月1日 - 学制改革によって男女共学となり、名称を北海道芦別高等学校（町立）に変更する。
- 1950年 4月1日 - 道立に移管される。
- 1971年 9月19日 - 北海道芦別高等学校創立30周年記念式典が行われる。
- 2000年 10月28日 - 北海道芦別高等学校創立60周年記念式典が行われる。
- 2004年 4月1日 - 北海道芦別総合技術高等学校を合併・統合する。

## 部活動
- 野球部：1955年の第37回全国高等学校野球選手権大会に出場。三重県代表四日市高校に1-3で敗れる。
- バスケットボール部：ウインターカップ出場　インターハイ出場
- ラグビー部
  - 1949年創部
  - 1999年創部50周年式典及びOB戦が行われる
    - 全国大会過去7回出場（第36回、37回、38回、43回、54回、62回、67回）
    - 全道大会過去4回優勝（第27回、35回、41回、42回）

  - 2006年第59回南北海道大会　準優勝
- スキー部：全国入賞
- サッカー部
- アマチュアレスリング部：全国大会出場
- 弓道部：全国大会出場
- ソフトテニス部：全国大会出場
- 陸上部：1999年全国大会出場

## 著名な出身者
- 伊達忠一（第31代参議院議長、札幌臨床検査センター代表取締役、臨床検査技師）
- 稲津久（衆議院議員、厚生労働副大臣）
- 横山清（アークス社長、元ラルズ社長、初代新日本スーパーマーケット協会会長、元全国スーパーマーケット協会理事長）
- 西川徹郎（俳人、文芸評論家、浄土真宗本願寺派正信寺住職）
- 吉岡均（広告写真家、写真作家）
- 横山輝一（アーティスト）
- 小山大輝（ラグビーユニオン選手）
- 里見英樹（メディア・マジック創業者）
- 植松努（植松電機社長)
- ようへい（タレント、ラジオパーソナリティ、元落語家）